# Maciej Głogowski
Maciej Głogowski – polski dziennikarz, od 2025 redaktor naczelny Tok FM.

## Życiorys
Ukończył XIII Liceum Ogólnokształcące z Oddziałami Dwujęzycznymi im. płk. Leopolda Lisa-Kuli w Warszawie. W październiku 2004 dołączył do redakcji radia Tok FM. W 2007 został szefem redakcji ekonomicznej. W lutym 2008 został laureatem nagrody Ostre Pióro 2007 przyznawanej przez Business Centre Club. W czerwcu 2012 otrzymał nagrodę im. Mariana Krzaka – przyznawaną przez Związek Banków Polskich za „odpowiedzialne ukazywanie tematyki bankowej oraz wyważony przekaz informacyjny w zmieniających się realiach gospodarczych”.
Od 2014 na antenie Tok FM prowadzi codzienny magazyn EKG. W grudniu 2014 otrzymał tytuł najlepszego dziennikarza ekonomicznego w ramach XII edycji konkursu im. Władysława Grabskiego organizowanego przez Narodowy Bank Polski.
W styczniu 2017 został wicenaczelnym Tok FM, łącząc tę funkcję z dalszym kierowaniem pracą redakcji ekonomicznej. Do jego zadań należało także koordynacja akcji specjalnych radia. W grudniu 2018 otrzymał nagrodę Grand Press Economy. Jak wskazano uzasadnieniu, Macieja Głogowskiego doceniono za to, że „szanuje rozmówców, ale twardo egzekwuje odpowiedzi na najtrudniejsze pytania” oraz „prowadzenie najciekawszych rozmów o ekonomii i biznesie w mediach elektronicznych”. Od września 2020 prowadzi także środową audycję poranną w Tok FM. W marcu 2025 został redaktorem naczelnym Tok FM.
W 2021 został laureatem nagrody specjalnej Konfederacji Lewiatan za „wyznaczanie standardów dziennikarstwa ekonomicznego w Polsce”. W 2022 był nominowany wraz z Tomaszem Settą do Nagrody Dziennikarstwa Ekonomicznego Press Club Polska.

## Nagrody i wyróżnienia
- 2022: nominacja do Nagrody Dziennikarstwa Ekonomicznego Press Club Polska;
- 2021: nagroda specjalna Konfederacji Lewiatan;
- 2018: nagroda Grand Press Economy;
- 2014: tytuł najlepszego dziennikarza ekonomicznego w konkursie im. Władysława Grabskiego;
- 2012: nagroda im. Mariana Krzaka;
- 2008: nagroda Ostre Pióro 2007.

## Twórczość
- Maciej Głogowski, Jan Krzysztof Bielecki: JKB. Jan Krzysztof Bielecki, Wydawnictwo Region: Gdynia, 2024, ISBN 978-83-8365-024-1.